# 玻利瓦爾鎮區 (印地安納州本頓縣)
玻利瓦爾鎮區（英語：Bolivar Township）是位於美國印地安納州本頓縣的一個行政鎮區。

## 地方資料
根據2010年美國人口普查的數據，玻利瓦爾鎮區的面積為93.00平方千米，當中陸地面積為93.00平方千米，而水域面積為0.00平方千米。當地共有人口1252人，而人口密度為每平方千米13.46人。